# 七十六鎮區 (堪薩斯州索姆奈縣)
七十六鎮區（英語：Seventy-Six Township）為美國堪薩斯州索姆奈縣轄下的鎮區。2010年美国人口普查中此鎮區人口有245人。

## 地理
七十六鎮區涵蓋總面積為91.5平方（35.32平方英里），其中陸地面積為91.5平方（35.32平方英里），水域面積為0平方（0.00平方英里）或0.00%。

## 人口統計
根據2010年美國人口普查，七十六鎮區人口有245人，其中男性有129人，女性有116人，人口密度為每平方公里2.68人，住房計102戶。鎮區內的白人有236人，非裔美國人有0人，美洲原住民有4人，亞裔美國人有0人，太平洋島裔美國人有0人，其他種族有2人，混血種族則有3人。此外鎮區內有14人為西班牙裔或拉丁裔美國人。此鎮區之年齡中位數為48.3歲，而男性年齡中位數為48.5歲，女性年齡中位數為48.0歲。

## 交通

### 主要公路
- 81號美國國道